# يوسف سالمين
يوسف أحمد يوسف سالمين (28 مارس 1982) لاعب كرة قدم بحريني يلعب حاليا لصالح نادي الدرجة الأولى المحرق البحريني في مركز قلب الدفاع.

## الإنجازات
- الدرجة الأولى (9): 2001، 2002، 2004، 2006، 2007، 2008، 2009، 2011، 2015
- كأس ملك البحرين (8): 2002، 2005، 2008، 2009، 2011، 2012، 2013، 2016
- كأس ولي العهد (5): 2001، 2006، 2007، 2008، 2009
- كأس الاتحاد الآسيوي (1): 2008
- كأس الاتحاد البحريني (2): 2005، 2009
- كأس الخليج للأندية (1): 2012